# 达嘎镇
达嘎乡（藏語：རྟ་དཀར་），是中华人民共和国西藏自治区拉萨市曲水县下辖的一个乡镇级行政单位。

## 行政区划
达嘎乡下辖以下地区：
达嘎村、色普村、色达村和其奴村。